# MAGNA
『MAGNA（マグナ）』とは、幻冬舎コミックスが配信していたウェブコミック誌である。毎月28日更新。2006年7月28日に創刊号が配信、2008年11月28日配信号にて定期配信終了。

## 概要
2006年当時、出版社が独自に立ち上げた漫画サイトがほとんどなかった時代であったが、『幻蔵（GENZO）』、『スピカ』という姉妹誌とともにダウンロード販売されており、『MAGNA』自体は創刊号から全て無料で閲覧可能であった。その後2008年7月28日配信号より、ダウンロードせずに読むことの出来る新ビューア版が無料配信され、同年9月28日配信号より新ビューア版のみの配信となった。新ビューア版での配信に切り替えた後、2ヶ月で定期配信終了（休刊）となる。掲載作品は「単行本描き下ろしにて完結」した作品、「連載中断」した作品のほか、定期配信終了時に連載が半年ほどであった作品は、コミックバーズに移籍して連載が続けられた。定期配信終了後もバックナンバーの配信はしばらく行われた。

## 配信終了時の連載作品
- ゲッターロボ飛焔 〜THE EARTH SUICIDE〜（津島直人 原作：永井豪・石川賢）→単行本描き下ろしで完結
- スクぱ!（いけだじゅん）※第2巻以降の単行本未収録分は、作者個人発行の同人誌でリリース
- デアボレプシの夜は永い（霧巴ころは）→単行本描き下ろしで完結
- デュアルジャスティス（竹山祐右）→GENZO EX.に移籍し完結
  - デュアルジャスティス - マンガ図書館Z（外部リンク）
- フォーチュン+ブリゲイド（松田未来）→単行本描き下ろしで完結
  - フォーチュン+ブリゲイド - マンガ図書館Z（外部リンク）

## 連載中断
- AI.com（Ark Performance）

## コミックバーズへの移籍作品
- 円卓の姫士!（丸山トモヲ）
- 神威 End of Ark（横川直史）
- 阪急電車（原作：有川浩 漫画：村山渉）
- まなつラビリンス（桂よしひろ）

## 連載終了
- 怪物さん（西川魯介）
- 皇龍飯店 REST DRAGON（竹山祐右）
  - 皇龍飯店 REST DRAGON - マンガ図書館Z（外部リンク）
- ギャロッピング・グースZERO -GOOSE 01-（吉原昌宏）
- すい〜と☆めたも（SAA）
- タルワール（太田紅美）
- ふぃぎゅあめいかー（おかだまつおか）
- メイドカフェぶろっさむ（SAA）
- ゆるしてください。（大古真己）
- らくしょー（新居さとし）

## 表紙
- 永緒桂仁（2006年8月号（創刊号） - 2006年10月号）
- 加茂（2006年11月号 - 2007年1月号）

※以降の号は連載作品のイラストになっている。

## 臨時増刊のGENZO EX.
GENZO EX.という臨時増刊の位置づけのウェブコミック誌が2008年4月24日よりYahoo!コミックの無料マガジンコーナーで配信されていた。
毎週木曜日に更新。現在は終了している。